# Гетто в Речице
Гетто в Ре́чице (середина ноября 1941 — вторая половина декабря 1941) — еврейское гетто, место принудительного переселения евреев города Речица Гомельской области в процессе преследования и уничтожения евреев во время оккупации территории Белоруссии войсками нацистской Германии в период Второй мировой войны.

## Оккупация Речицы

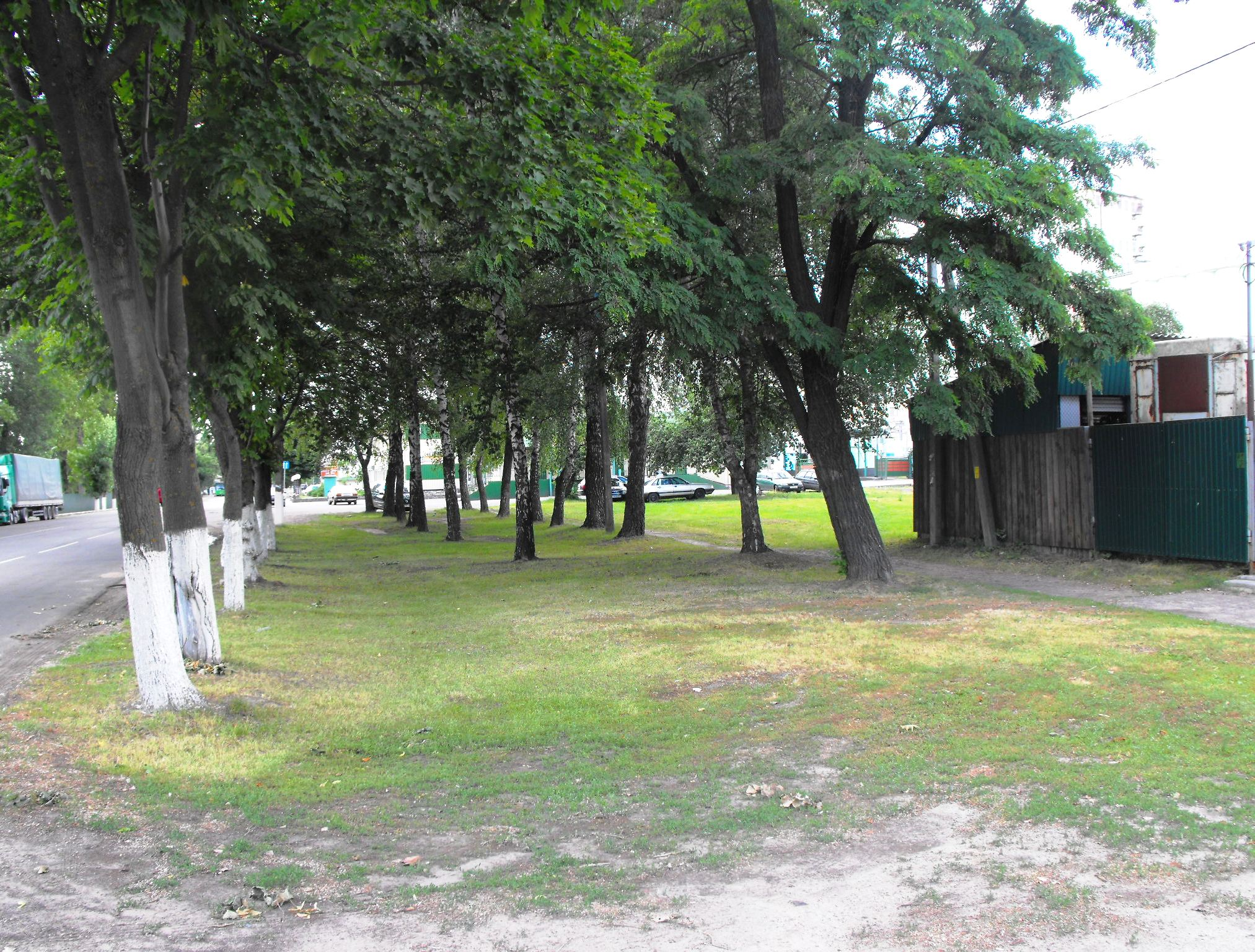
Место (пустырь справа), где во время нацистской оккупации находилось здание общежития, в котором немцы организовали в Речице гетто. Находится на улице 10 лет Октября у дома № 7.

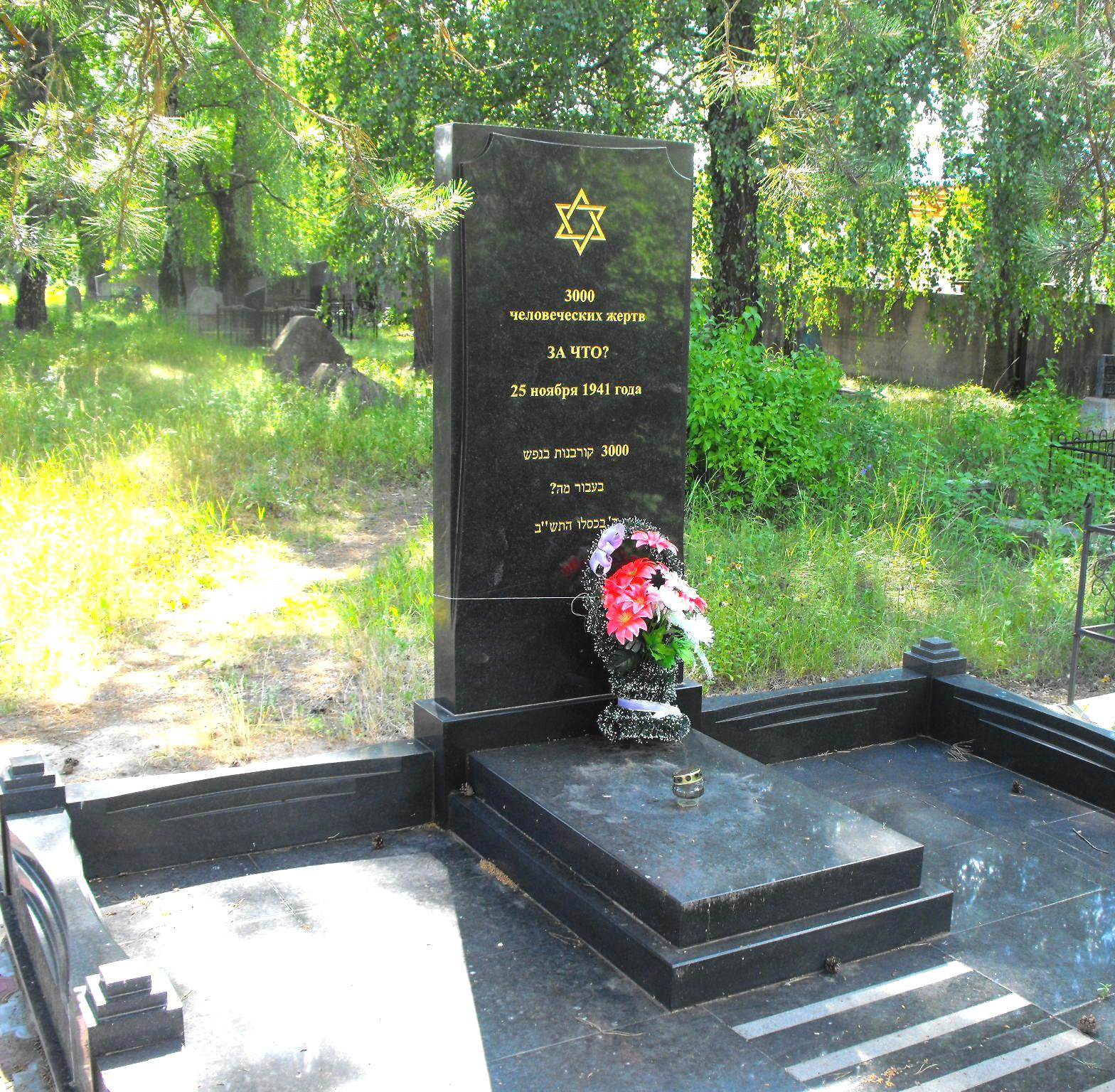
Один из памятников убитым нацистами евреям Речицкого гетто. Находится на территории еврейского кладбища.

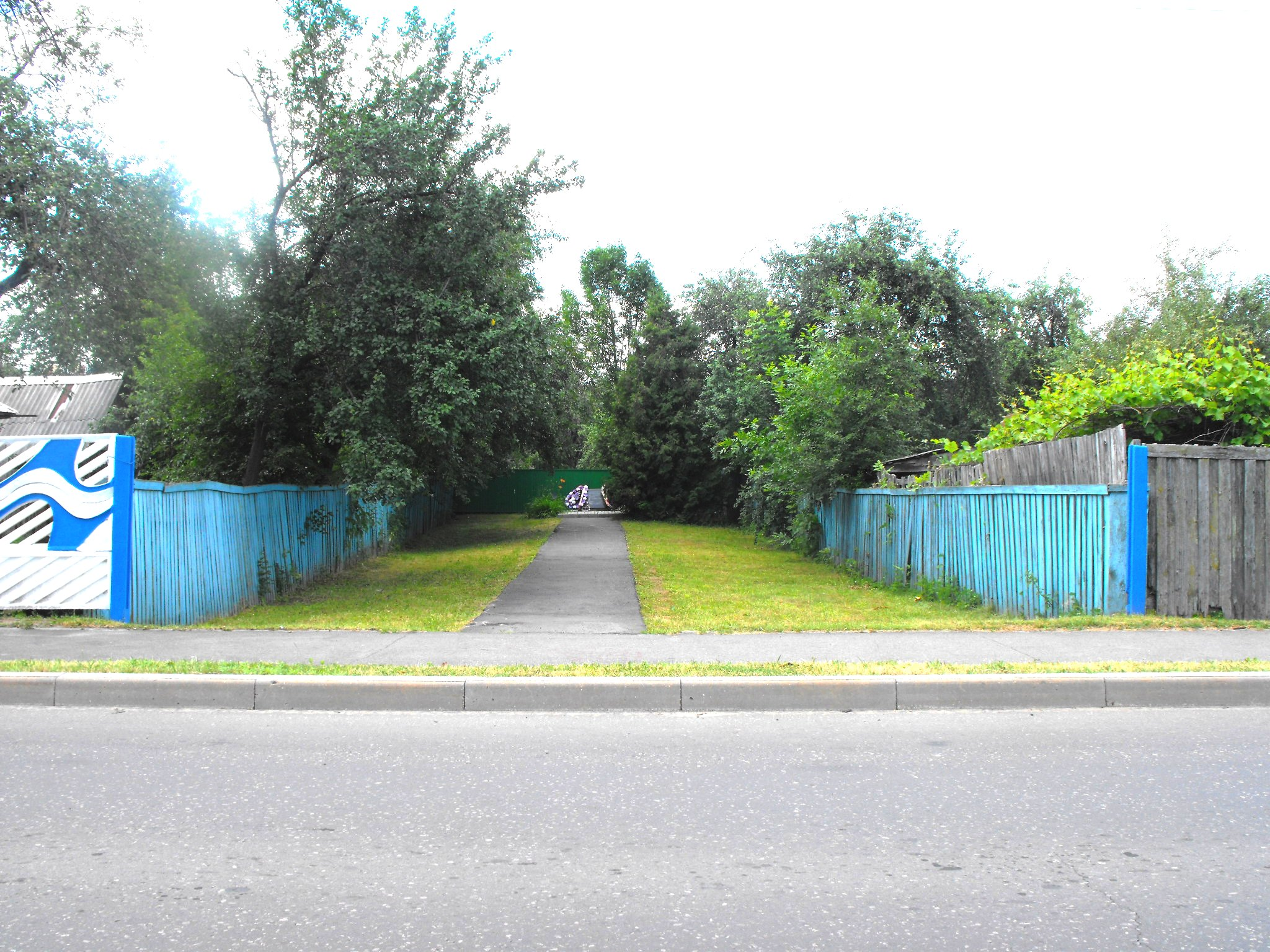
Один из памятников убитым евреям Речицкого гетто. Находится на улице Фрунзе между домами № 44 и 46.

Накануне Второй мировой войны, по переписи 1939 года, евреи в Речице составляли 24,3 % населения — 7237 человек из 29 796 жителей.
Немецкие войска заняли расположенную в глубинке Речицу только 23 (28) августа 1941 года, и оккупация продлилась 2 года и 3 месяца — до 18 ноября 1943 года. Поскольку город был захвачен намного позже других населённых пунктов Белоруссии, первые недели войны его жители продолжали вести привычную жизнь. Еврейское население города почти ничего знало об отношении немцев к евреям, отчего эвакуировались хотя и большинство еврейского населения города, но далеко не все. А из тех, кто все-таки решился бежать на восток, многие, дойдя до Паричей, Гомеля или Лоева, возвращались.
Сохранились свидетельства, что председатель исполкома Речицкого совета депутатов Василий Кострома; инструктор райкома партии по Речицкому району, председатель эвакуационной комиссии и член райсовета Зелик Добрушкин; председатель горкома союза работников просвещения Сара Рабинович ходили по еврейским домам, рассказывали, что немцы убивают всех евреев подряд, и уговаривали эвакуироваться.
На решение бежать до прихода немцев у многих евреев Речицы повлиял просмотр в 1939 году фильма «Семья Оппенгейм» по роману Фейхтвангера и пьесы Ф. Вольфа «Профессор Мамлок». Также об отношении нацистов к евреям — издевательствах, принудительном труде и уже случавшихся расстрелах — рассказывали польские евреи, оказавшиеся в Речице в конце 1939 года. Но часть евреев постарше, помня немцев по Первой мировой войне, считали их людьми цивилизованными, — которых не следует бояться и от которых нет смысла убегать.
Часть евреев покинула город на баржах вниз по Днепру. Другая часть уехала на поезде в направлении Брянска. К середине августа эвакуация стала возможна только на юг через Лоев, а затем через Украину на восток. Некоторые группы беженцев выбрали неправильное направление и погибли. Например, Самуил и Соша Селецкие всей семьёй двинулись из Речицы в северном направлении по дороге на Озерщину, но по дороге на них напали несколько местных жителей и всех ограбили и убили.
После захвата города территория Речицкого района была присоединена к рейхскомиссариату Украина и Житомирскому гебиткомиссариату. В Речице были начали функционировать органы оккупационной власти и карательные организации — гестапо под командованием Георга Галюндера, служба безопасности (СД), местная полиция безопасности, местная гражданская полиция, тайная полевая полиция (ГФП), полевая районная жандармерия во главе с начальником Фишером, шуцполиция (охранная полиция), вахткомпания (караульная команда при военной комендатуре) и отряд войск СС.
Полицейский участок разместился в бывшем доме доктора Жолквера на Вокзальной улице, полицейская управа заняла здание бывшего райисполкома на улице Советской, а начальником полиции оккупанты поставили бывшего бухгалтера хлебозавода Коржевского. Бургомистром Речицкого и Лоевского районов стал местный немец Карл Герхард, а его помощником — Чаловский.

## Создание гетто
Нацисты сразу начали проводить антиеврейскую политику. Евреям было приказано носить нашитые спереди и сзади жёлтые шестиконечные звезды, а на спине также написать мелом «Jude». Также им были категорически запрещено появляться в общественных местах и иметь любые отношения с неевреями. Наказание за нарушение этих запретов было только одно — расстрел.
Евреев начали убивать сразу после оккупации — немцы и полицаи часто расстреливали евреев по одному или небольшими группами, давая волю своим садистским наклонностям. Например, в первые дни после захвата города, Зельде Блюмкиной глумливо приказали утопить в Днепре своих троих детей. Она отказалась это сделать, и её утопили вместе с ними. В октябре 1941 года обер-ефрейтор Гайнц Фишер, ехавший на мотоцикле с водителем, встретил 9 евреев, среди которых было четверо детей, и всех застрелил.
Убивали евреев и местные жители. Так, несколько еврейских семей (семья Шмуэля Френкеля — пятеро, включая трёхлетнего ребёнка, Маня Еренбург с годовалым сыном и другие), всего около 20 человек, уже после оккупации пытались выбраться из Речицы на телегах. Когда они отъехали от города на 6-8 километров, на них напали жители деревни Бронное и убили всех, включая младенцев. Ограбленные тела убийцы закопали. После войны сестра Шмуэля Френкеля Эстер-Фрада Копаровская добилась следствия и суда, и некоторые из убийц оказались в тюрьме (но были амнистированы уже в марте 1953 года).
Еврейское имущество в первую очередь расхищали полицейские, их родные и знакомые. Полицай Гарай с улицы Луначарского, убил старика Кравцова, чтобы забрать у него корову и домашнее имущество — ещё до массовых убийств евреев.
Через полторы недели после оккупации нацисты вызвали бывшего меламеда (еврейского учителя) Маленковича (Малинковича), который работал до войны бухгалтером, в комендатуру (размещавшуюся в школе № 6) и заставили переписать оставшихся евреев Речицы (вскоре его убили — ещё до создания гетто).
Немцы очень серьёзно относились к возможности еврейского сопротивления, и поэтому в большинстве случаев в первую очередь убивали в гетто или ещё до его создания евреев-мужчин в возрасте примерно от 15 до 50 лет — несмотря на экономическую нецелесообразность, так как это были самые трудоспособные узники. Из этих соображений в начале сентября немцы и полицаи собрали более 200 мужчин-евреев в возрасте от 15 до 50 лет якобы для отправки на восстановление моста через Днепр, отвели к кладбищу в двух километрах западнее Речицы и расстреляли. По официальному отчёту айнзатцкоманды 7b число этих жертв составило 216 человек (по другим данным — более 300).
Реализуя нацистскую программу уничтожения евреев, немцы создавали гетто почти во всех городах и населённых пунктах Беларуси, где проживало еврейское население. Так и в Речице в 20-х числах ноября 1941 года оккупанты согнали всех евреев в гетто. Речицкое гетто было организовано в двух двухэтажных зданиях в фабричном районе города на территории бывшей тюрьмы на углу улиц Фрунзе и Советской. Узниками стали не менее 785 семей речицких евреев (около 3500 человек), и к ним также присоединили военнопленных, коммунистов и советских активистов (вскоре убитых вместе с евреями).

## Условия в гетто
Нацисты, создавая гетто в Речице, преследовали только одну цель: собрать всех евреев города для скорейшего их уничтожения в одном месте, и поэтому не собирались создавать хоть сколько-нибудь сносные условия для обречённых людей.
Территория гетто была обнесена колючей проволокой высотой около 2 метров и тщательно охранялось полицаями. Вход и выход был возможен только через проходную будку.
Евреев содержали в такой дикой тесноте, по 40 человек в каждой комнате, что люди могли только стоять. Присесть становилось возможно только днём, когда трудоспособных забирали на работы. Умирающих от голода людей безнаказанно избивали и унижали. У них отбирали ценности и заставляли выполнять самые грязные и тяжёлые принудительные работы.

…Оставшееся еврейское население по деревням и городам немецкой бандой мобилизуется на самые тяжелые и грязные работы, работа для них устанавливается по 14 часов без питания. Кроме того, в городах и местечках еврейские семьи согнаны в одну самую наихудшую грязную улицу, им запрещено выходить на другие улицы (Речица, Калинковичи, Гомель и т. д.).— Из докладной записки партизан Столинского партизанского отряда в ЦК КП(б)Б от 5 октября 1941 года
На еврейском кладбище вандалы-оккупанты устроили стрельбище, используя надгробия в качестве мишеней.
Многим немцам и полицаям было скучно просто убивать евреев, и они открыто демонстрировали свои садистские наклонности. Вот некоторые из задокументированных случаев:
- Рабочего Юдку Левиковича Смиловицкого запрягли летом в сани вместо лошади и попытались заставить его жену Хаю Хацкелевну погонять мужа кнутом. Она отказалась, и Юдку убили у неё на глазах. Хаю отправили в Речицкую тюрьму, а когда её пятилетний сын Лева попытался через забор передать матери узелок с продуктами, его застрелил охранник с вышки.
- Семидесятилетнюю Басю Ароновну Смиловицкую живой кинули в погреб дома по улице Комсомольской и нескольких дней наблюдали, как она в муках умирала. Хану Шпилевскую привязали к мотоциклу, заставили бежать, а когда женщина упала, её под хохот немцев и полицаев ещё долго таскали по земле, а затем добили.
- Одного старика-еврея привязали верёвкой за шею и периодически опускали в колодец перед пригнанной группой евреев в качестве зрителей — всех затем расстреляли.
- Шейндел Ресину запрягли в телегу, возили на ней из реки воду, заставляя есть сено, а потом застрелили. Также немцы поступили и с Ароном Атласом.
- Жену Арона Атласа, Фаню Атлас, немцы привязали за волосы к запряжённой телеге и волочили по улице, а затем убили. Точно также убили Шлему Гутионтова.
- Михула Казовского, 60-летнего, заставили возить на бочке с водой парализованную жену Марьясю, а потом зверски избили и убили.
- На портного Лейбу Генина, прятавшегося в деревнях, кто-то донёс немцам. Его схватили, запрягли в телегу и возили на нём воду, а затем расстреляли.

## Уничтожение гетто
Во второй половине ноября 1941 года в Речицу прибыл новый комендант Александр Майер, который перед вступлением в должность потребовал, чтобы в городе не осталось ни одного живого «жида и коммуниста». По сведениям ЧГК, 25 ноября 1941 года, в четыре часа дня, к воротам гетто подогнали семь крытых грузовых автомобилей. Узникам соврали, что им предстоит работа в совхозе по уборке овощей. В каждый грузовик сажали по несколько десятков евреев, которых вывозили к противотанковому рву, вырытому местными жителями в районе костно-туберкулёзного санатория во время подготовки к обороне в июле 1941 года.
Возле рва евреев выгружали, загоняли по 15-20 человек на дно и выстраивали в ряд. Затем у обречённых людей забирали украшения и пьяные каратели расстреливали их из автоматов. Несколько человек помоложе пытались бежать, но были застрелены. Так к четырём часам дня были убиты более 3000 (3500) речицких евреев.
Евреев, которые не явились в гетто по приказу, немцы и полицаи продолжали ловить и приводить в гетто до 12 декабря. Так же в гетто попало и много евреев из близлежащих деревень. Этих евреев продолжали ежедневно убивать в разных местах ещё до второй декады декабря. Большинство арестов и расстрелов производил размещавшийся на улице Луначарской, 82 специальный немецкий карательный отряд. Кроме противотанкового рва, расстрелы проводились в лесу по дороге на деревню Озерщина, на окраине деревни Бронное, возле метизного (гвоздильного) завода и возле винзавода, на территории самого гетто, на еврейском кладбище и на фундаменте бывшей каменной синагоги.
В конце ноября 1941 года одна машина отвезла евреев на расстрел к деревне Озерщина, а в начале декабря туда же привезли и убили ещё 80 евреев. Также в начале декабря 1941 года немцы и полицаи погрузили около 20 евреев на автомашину, повезли к югу от города, к деревне Бронное, и расстреляли. Примерно 15-18 декабря 1941 года три грузовика привезли евреев к противотанковым рвам в двух километрах к югу от города в направлении винного завода. Парализованного Лейбу Рябенького забросили в кузов вилами. Обречённых людей на сильном морозе заставили полностью раздеться и расстреляли. Грудных детей немцы отнимали у матерей, подбрасывали в воздух и стреляли по ним.
Примерно 20 декабря 1941 года были убиты последние евреи Речицы и гетто было полностью ликвидировано. Во время последней, самой крупной «акции» (таким эвфемизмом гитлеровцы называли организованные ими массовые убийства) погибло около 500 человек. Узников заранее заставили выкопать большую яму. Один немецкий жандарм разбивал жертвам головы дубинкой и сталкивал в яму, а второй добивал их выстрелами.

## Организаторы и исполнители убийств
Особо жестокими были полицаи Иван Радченко, Людвиг Смольский, Фёдор Евланов, Павел Метушка, Николай Макаров, Иван Нипомуйши, капралы Александр Ермольчик, Антон Комаровский, вице-капралы Василий Бульбанов, Адам Лещенко, Алексей Белов, Антон Жильяк, главный вахмистр жандармерии Арно Ратайчак, за что были отмечены оккупационной властью наградами и званиями. Полицаи Мельников и Яков Крук особо отличились в преследованиях, мучениях и убийствах евреев.
Задокументированы случаи убийства евреев и жителями Речицы. Янкеля Рожавского, пытавшегося убежать из города в день оккупации, убил сосед. Сразу после оккупации Речицы Сару-Рашу Шерман убил сосед-полицай. Житель Речицы Гарай ограбил и убил престарелого Кравцова. У Сосновской немцы расстреляли сына и мужа, после чего к ней пришла соседка, заколола её вилами и забрала вещи. Иосиф Малинкович сумел бежать из-под расстрела, но во дворе дома его убил сосед.
На прятавшуюся у соседей семилетнюю Хану Мнускину донесли, и полицаи её убили. Пятилетний Абрам Василевицкий почти год прятался в яме под сараем у Анны Закревской, — его обнаружил и собственноручно застрелил один из полицаев. Полицаи расстреляли и Двойру Меламед с дочкой и внуком, прятавшихся в семье Ковалевских.
После освобождения Речицы только часть полицаев были осуждены и наказаны. На центральной площади Речицы, рядом с бывшей комендатурой, установили 6 виселиц, на которых партизаны бригады И. П. Кожара повесили обнаруженных в подвалах домов немцев и полицаев. Много речицких полицаев успели бежать и скрыться — только по официальным данным с немцами из Речицкого района ушли 120 местных коллаборационистов. Ещё большее число бывших полицаев сразу после освобождения пошли на службу в Красную армию и избежали таким способом наказания.

## Случаи спасения и «Праведники народов мира»
Только немногим евреям, оказавшимся в Речице под оккупацией, удалось спастись, и не все их имена установлены. Хаю Кофман спас в деревне Жмуровке житель Горошкова. В деревне Казазаевке прятали и спасли Григория Славина. В Речице пожилая Елизавета Гаврилова с помощью подруг прятала у себя нескольких еврейских детей. Иту (Гиту) Шустину с детьми прятал в погребе в деревне Казазаевке один из местных жителей, несмотря на угрозы соседей выдать их, — а за укрывательство евреев грозила смертная казнь.
11-летняя Лариса Урецкая (в замужестве Бородич) сумела бежать из самого гетто. Мать ночью протолкнула её под колючей проволокой и сказала бежать к Лидии Назаровой. Полицаи стреляли по ребёнку, но не попали. Назаровы не могли долго прятать девочку, потому что их соседом был полицай, знавший её в лицо. Ларису забрала Елена Богданова, и полтора года прятала девочку у себя и друзей: Горшковых, Ференцевых, Козорезовых, Станкевичей и даже в доме бургомистра, пока в мае 1943 года её не переправили в партизанский отряд (эту историю описал Илья Эренбург в рассказе «Победа человека»).
Ольгу Фуксон и её дочь Екатерину, раненых во время расстрела, вытащил из-под тел убитых какой-то старик, а затем они ушли в деревню Василевичи Полесской области. Не знавшие её местные жители С. Сопот, Н. Брель и Е. Шульга рискнули подтвердить, что она уроженка немецкой колонии, бежавшая из колхозного обоза во время депортации. Бургомистр поверил и даже нанял её домработницей, а Ольга передавала партизанам сведения, услышанные в доме бургомистра.
Связная-подпольщица Ольга Анищенко (Онищенко) укрывала Марию Рохлину в своей квартире на 1-й Набережной, 1. Об этом донёс в полицию её сосед Лука Козяев, и Марию арестовали, но она смогла бежать и спастись, примкнув к партизанам. Также сумели бежать из Речицы и попасть в партизанские отряды Гершон Ольбинский, Наум Стругач, Израиль Дубровский, Лейба Глуховский, Хема Глускин, Наум Фарбер, Залман Точильников и другие.
Известен один случай помощи со стороны немцев. В сентябре 1941 года немецкий инженер-строитель, восстанавливающий мост через Днепр, дал возможность спастись еврейской семье Добрушкиных и их родственникам, бежавшим из Речицы. Он не только помог им скрытно и быстро перейти по мосту, но даже лично перенёс одного из их детей.
Жительница Речицы Лидия Антоновна Атаманчук нашла в полуразрушенной синагоге свиток Торы и прятала его всё время оккупации.
Два жителя Речицы были удостоены почётного звания «Праведник народов мира» от израильского мемориального института «Яд ва-Шем» «в знак глубочайшей признательности за помощь, оказанную еврейскому народу в годы Второй мировой войны»:
- Анищенко Ольга – за спасение Райхлиной Маши[25];
- Богданова Елена – за спасение Бородич (Урецкой) Ларисы[26].

## Память
По официальным советским данным, за три года немецкой оккупации в Речице погибло 4395 мирных жителей — 4190 горожан и 205 военнопленных. Более 75 % жертв (3500 человек) составили евреи. Речицкой комиссии содействия ЧГК СССР удалось идентифицировать только 819 из них. По данным той же ЧГК, в Речице были расстреляны 785 семей евреев, или около 3000 человек. По другим данным и свидетельствам, в Речице были убиты 1300—1400 евреев.
В 1946 году бывший фронтовик Хаим Гуменник (Гуменик) при участии Цалера Василевицкого и Авраама Довжика организовал с родственниками расстрелянных перезахоронение останков евреев из противотанкового рва на еврейское кладбище города. На следующий день после начала работ по эксгумации на это место прибыл председатель горисполкома в сопровождении милиции и запретил продолжать перезахоронение, пообещав установить на этом месте памятник. И действительно, неподалёку от этого места, возле костно-туберкулёзного санатория, на улице Фрунзе, памятник был установлен.
Прах погибших, который евреи уже успели собрать в первый день, был с молитвами перезахоронен в братской могиле на еврейском кладбище. Над этой могилой в том же 1946 году евреи собрали деньги и, без разрешения и помощи властей, поставили простой кирпичный памятник с шестиконечной звездой. На листе жести, прибитом к памятнику, написали: «Здесь похоронены мирные люди, убитые гитлеровцами 25 ноября 1941 г. Родными они преданы земле и Богу. Кровь людская напрасно не должна пролиться».
Примерно в это же время (в 1973 году) неподалёку от братской могилы были перезахоронены останки и установлены памятники опознанным братьям Лурье, а также погибшим в саду на углу улиц Чапаева и Вокзальной (сейчас Сыдько) Хацкелю Кагану, Гилелю Ресину, Шмуэлю Чертку, Аврааму Серебрянному и Мойше Пинскому. По дороге к деревне Озерщина, недалеко от Речицы, где нацисты расстреливали евреев и нееврейских жителей Речицы, также был установлен памятник. Среди перезахороненных в 1946 году был Гилель Ресин, дедушка Владимира Ресина. В 2008 году Владимир Ресин посетил Речицу, и на могиле, где покоятся останки его деда, был установлен новый памятник.
В 1994 году на месте старого кирпичного памятника был построен новый мраморный с надписью «3000. За что?» — посвящённый всем жертвам Катастрофы в Речице. Памятник возвели на пожертвования граждан Израиля — выходцев из Речицы, при поддержке объединения «Красный Октябрь» и гидролизного завода.
Опубликованы неполные списки жертв геноцида евреев в Речице.
В 1999 году обелиск жертвам геноцида евреев на кладбище был расколот на части — и это не единственный случай вандализма на еврейских могилах в Речице.